# 察罕殿齐·洛桑·义希成来坚措
察罕殿齐·洛桑·义希成来坚措（1979年11月9日—）原俗名刘海龙，蒙古族，辽宁省阜新市阜新蒙古族自治县佛寺镇水泉村人。第七世察罕殿齐活佛。

## 生平
1979年，刘海龙生于阜新蒙古族自治县佛寺镇水泉村一个蒙古族家庭。1993年7月，在阜新瑞应寺出家。1996年2月，在国家宗教局的支持下，中共阜新市委、阜新市人民政府成立了由相关人员组成的瑞应寺第六世察罕殿齐活佛（1942年圆寂）转世灵童寻访工作小组。1997年4月15日，经国务院批准，甘肃拉卜楞寺嘉木样活佛亲自主持法会，按照历史定制及仪轨举行银盆选丸，有30多位喇嘛参加诵经；通过银盆选丸，正式认定刘海龙为瑞应寺第六世察罕殿齐活佛的转世灵童，嘉木样活佛赐法名“洛桑·义希成来坚措”，并当场颁发了藏、汉文认定书。1997年10月9日，举行坐床典礼，成为瑞应寺第七世察罕殿齐活佛。
坐床后，他先后赴西藏、青海、北京研修藏传佛教。在十年间，筹资8000万元，恢复重建了瑞应寺大雄宝殿、法相僧院、绿度母庙、钟楼、鼓楼、天王殿、藏经阁、山门、转经亭、长寿塔、九大臣祈愿殿、活佛宫、喇嘛宿舍楼等建筑。他还出任辽宁省政协常委，辽宁省佛教协会副会长，阜新市政协常委，阜新市佛教协会会长，阜新市人大代表，阜新蒙古族自治县人大代表。
2010年2月，当选为中国佛教协会第八届理事会常务理事。